# BAQRON
BAQRON（バクロン）は2021年12月にサービス開始した海外暗号資産（仮想通貨）取引をサポートするサイトである。
BAQRONはBinanceの取引システムAPIを使用しており、Binance futuresとブロッカープログラムパートナーを結んでいる為、Binanceの先物マーケットをそのまま提供できる。
公式サイトは英語と日本語を対応している。

## 特徴
BINANCE Futuresとの提携し、Binance Futures マーケットをそのまま利用できるシステム提供。 

### 手数料
BAQRONの取引手数料はメイカーが0.02%、テイカーが0.04%と設定されている。

### 取扱い通貨
BinanceのAPIを使用しているため、Binanceと同じ目柄でサービスしており、約135種類以上先物の取引可能である。

### コピートレード
BAQRONが認定したトレーダーに資金をファンド（投資）して、認定トレーダーがトレードを行うシステム。認定トレードで勝った利益分を資金提供の割合分配する形式である。
認定されたコピートレーダーは分配の手数料を決められる仕組みである。

### 取引タイプ
BAQRONは先物取引（デリバティブ）を扱っており、一部BTC等は最大125倍のレバレッジが可能。

### サービス時間
24時間入出金可能であり、カスタマーサポートも同じである。

## 代表的通貨
BAQRONはUSDT先物取引である。
- ビットコイン（BTC）
- イーサリアム（ETH）
- ライトコイン（LTC）
- ビットコインキャッシュ（BCH）

- ソラナ（SOL）
- 柴犬コイン（1000SHIB）
- ドージコイン（DOGE）
- リップル（XRP）